# Clavaphorura septemseta
Clavaphorura septemseta är en urinsektsart som beskrevs av John Tenison Salmon 1943. Clavaphorura septemseta ingår i släktet Clavaphorura och familjen blekhoppstjärtar. Inga underarter finns listade i Catalogue of Life.